# Giovanni Pérez
Giovanny Pérez (San Cristóbal, 14 ottobre 1974 – 26 luglio 2022) è stato un calciatore venezuelano, di ruolo centrocampista.